# Piper tequendanense
Piper tequendanense är en pepparväxtart som beskrevs av C. Dc.. Piper tequendanense ingår i släktet Piper och familjen pepparväxter. Inga underarter finns listade i Catalogue of Life.